# برایان بلسد
برایان بلسد (انگلیسی: Brian Blessed؛ زادهٔ ۹ اکتبر ۱۹۳۶) یک هنرپیشه، مجری تلویزیون و کمدین اهل بریتانیا است. وی از سال ۱۹۶۲ میلادی تاکنون مشغول فعالیت بوده‌است.
از فیلم‌ها یا برنامه‌های تلویزیونی که وی در آن نقش داشته‌است، می‌توان به هنری پنجم، اسکندر، جنگ ستارگان اپیزود اول: تهدید شبح، تارزان، هملت، دزدان دریایی! گروهی از ناجورها، رابین هود، فلش گوردون، هنری هشتم و خانواده من و بقیه حیوانات اشاره کرد.